# 送佛歸殿
送佛歸殿是象棋术语。一种杀招， 又称太监追皇上、三进兵、凤凰三点头。这是小兵（卒）在其他子力配合下，步步追杀对方将（帅）所构成的杀法。通常会借帅（将）力组杀。